# Giuseppe Rosi
Giuseppe Rosi (Calcara di Ussita, 8 gennaio 1798 – Roma, 9 marzo 1891) è stato un poeta e patriota italiano, detto Poeta Pastore.
Fu uno dei pochi contadini che risposero all'appello di Garibaldi.

## Biografia
Nato da una famiglia di allevatori di Ussita, è stato una figura singolare di poeta-pastore, soprannome con cui è ricordato. Aderì presto agli ideali risorgimentali, anche mostrando entusiasmo verso la figura di Pio IX per il quale compose versi quale "Oh Italia, Italia, dolce suol natìo", e, successivamente deluso da tale figura e dai suoi intenti di riforma liberale dello Stato Pontificio, Rosi aderì al "partito" democratico-repubblicano. Aderente alla Carboneria dal 1821, fu poi iscritto alla Giovane Italia di Giuseppe Mazzini nel 1831; partecipò attivamente ai moti del 1848, del 1859 e del 1870. Venne nominato capitano nello Stato Maggiore da Giuseppe Garibaldi durante Repubblica Romana del 1849, come testimoniato da due lettere di Garibaldi (29 febbraio e 29 marzo 1849), del quale godeva ormai dell'amicizia. Dopo la caduta della Repubblica, venne catturato dalle autorità e rimase tre anni in galera. Dopo altri arresti in seguito alla ripresa dell'attività sovversiva e di propaganda, nel 1867 si ricongiunse allo stesso Garibaldi; dopo la presa di Porta Pia del 1870 si stabilì infine a Roma, dove rimase sino alla morte.
È ricordato da un busto ad opera di Giuseppe Mangionello collocato sul Gianicolo a Roma nel 1912, oltre che da una via (e da un altro busto) nel suo paese natale.

## Opere
- Giuseppe Rosi, Vita e poesie politiche di Giuseppe Rosi, Roma, E. Mantegazza, 1912.